# 16. stoletje pr. n. št.
Šestnajsto stoletje pr. n. št. obsega leta od 1600 pr. n. št. do vključno 1501 pr. n. št.

## Kronologija
- Kronologija 16. stoletja pr. n. št. zajema pregled najpomembnejših svetovnih dogodkov v tem stoletju.

## Glavni dogodki
- Hetiti so okoli leta 1550 pr. n. št. pod vodstvom kralja Muršiliša I. oplenili Babilon.
- Mikenska civilizacija, ki se je razvila v celinski Grčiji je zapustila bogate »jaškaste grobove«.
- Minojska civilizacija je dosegla svoj vrh okoli leta 1550 pr. n. št.

## Dogodki v Evropi
- Nastale so prve rodovno-plemenske skupnosti , prevladovala je patriarhalna ureditev in začeli so se vojni podvigi.

## Glasba
- Lutnji podobno glasbilo se je pojavilo na prvi freski.

## Znanost in tehnologija
- Halibi, Hetitom pokorjeno ljudstvo je že poznalo postopek pri katerem so razžarjeno železo kovali skupaj z lesnim ogljem in ga tako ogljičili, dokler ni postalo jeklo.
- Najstarejša zvezdna karta je iz Starega Egipta, iz leta 1534 pr. n. št.[1]